# 初枝れんげ
初枝 れんげ（はつえだ れんげ）は、京都府出身のライトノベル作家である。

## 概要
2017年時点のプロフィールによると、京都で生まれ育った大学勤務のサラリーマンで、未婚のアラサーとのことである。
2016年2月9日より小説投稿サイト「小説家になろう」で連載されている作品『異世界で孤児院を開いたけど、なぜか誰一人巣立とうとしない件』は、2018年には漫画化された後、2019年には舞台化され、さらに2020年に舞台の再演が行われた。
また、2020年8月7日より小説投稿サイト「小説家になろう」で連載されている作品『勇者パーティーを追放された俺だが、俺から巣立ってくれたようで嬉しい。……なので大聖女、お前に追って来られては困るのだが?』は、2021年1月に柴乃櫂人がイラストを務める形でSQEXノベルより書籍化され、SQEXノベルで重版となった作品第1号となった。
2020年10月にはYouTubeで「初枝れんげの小説チャンネル」というチャンネルを開設した。

## 作品
- 異世界で孤児院を開いたけど、なぜか誰一人巣立とうとしない件
- 勇者パーティーを追放された俺だが、俺から巣立ってくれたようで嬉しい。……なので大聖女、お前に追って来られては困るのだが?